# Список правителей Грузии
1. перенаправление Список грузинских царей